# 6891 Triconia
6891 Triconia (1976 SA) là một tiểu hành tinh vành đai chính được phát hiện ngày 23 tháng 9 năm 1976 bởi đài thiên văn Harvard ở Harvard.